# A2 (motorväg, Schweiz)

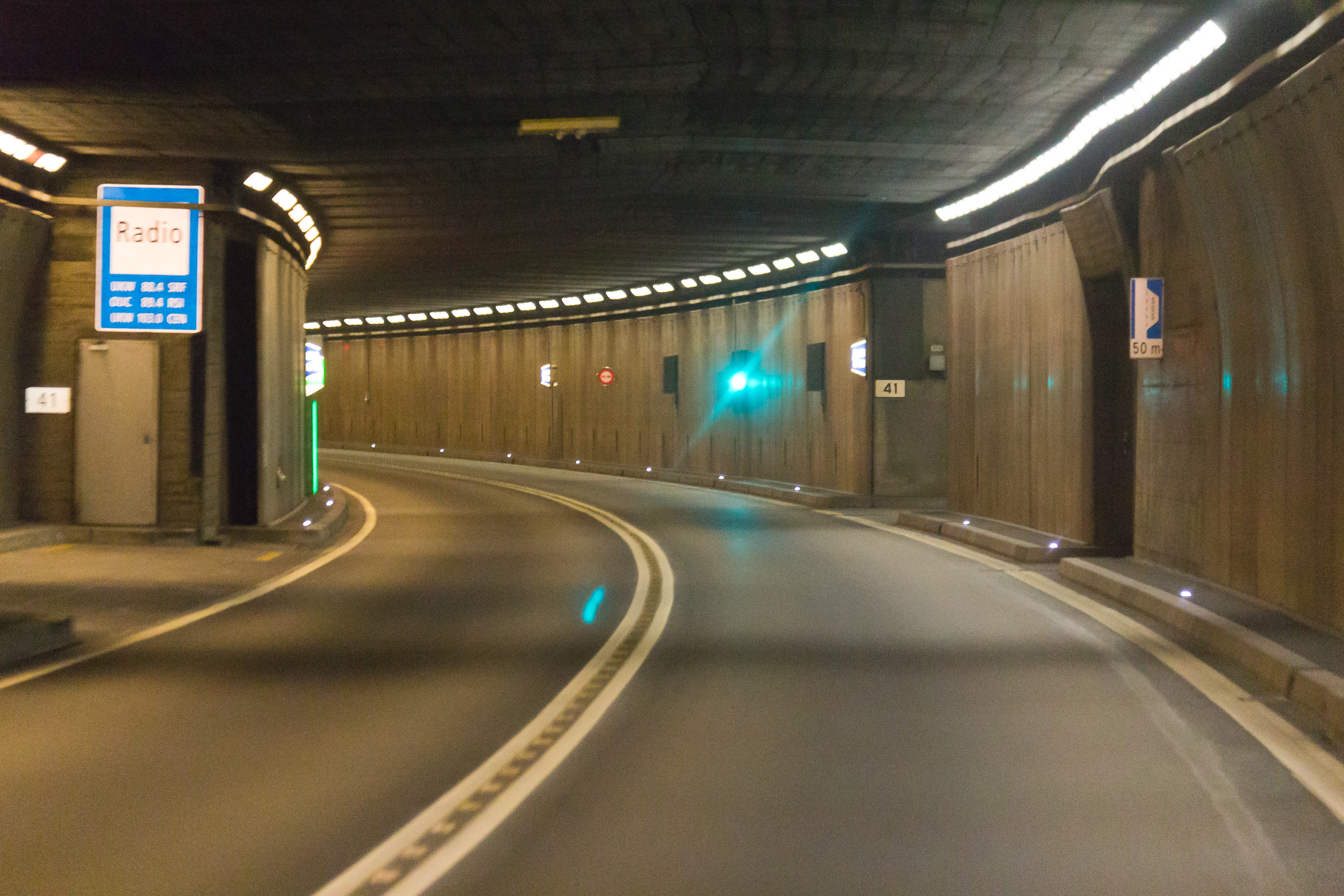
Sankt Gotthardstunneln inifrån.

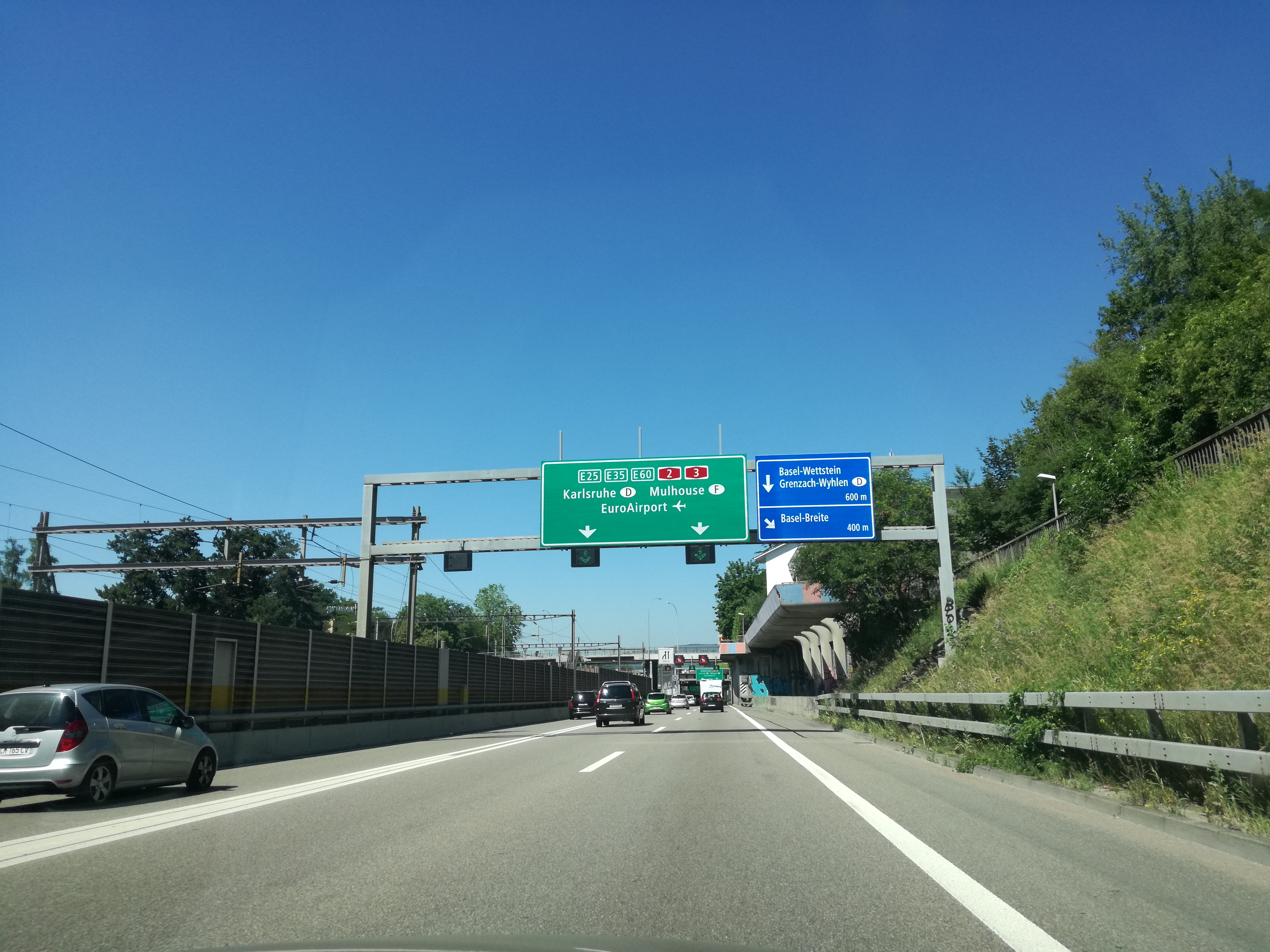
A2 i Basel

A2 är en motorväg i Schweiz som går mellan Basel och Chiasso och vidare till gränsen till Italien. I Basel ansluter motorvägen både till Tyskland och Frankrike. Motorvägen går via Luzern, Altdorf, Sankt Gotthardstunneln, Lugano och Chiasso. Detta är en mycket viktig motorväg för nord-sydlig trafik. Motorvägen används också i stor utsträckning för internationell trafik och utgör en viktig länk för transittrafik som ska gå från Tyskland till Italien.
En anmärkningsvärd detalj är att Sankt Gotthardstunneln inte är motorväg utan motortrafikled, men ändå räknas som del av A2. Inne i tunneln (öppnad 1980) är det mötande trafik. Detta beror på att det skulle krävas en tunnel till för att göra tunneln till motorvägsstandard fullt ut. Önskemål finns att göra detta men stora protester mot detta förekommer. Vid folkomröstningar 1995 och 2004 röstade folk nej till att bygga en tunnel till. Däremot röstade man ja 2016 till en ytterligare tunnel med bakgrund av att stora reparationsbehov finns på tunneln vilket kräver långa stängningar. Man räknar med byggstart 2020.

## Namngivning och numrering av trafikplatser
|  | Nr   | Namn                    | Skyltning                                                     |
|  | ---- | ----------------------- | ------------------------------------------------------------- |
|  |      | Riksgräns               | Tyskland - Schweiz                                            |
|  | 1    | Basel-Kleinhüningen     | Basel-Kleinhüningen, Mulhouse F, Riehen                       |
|  | 2    | Basel-Bad.Bahnhof       | Lorrach, Riehen, City Bad. Bahnhof Messe                      |
|  | 3    | Basel-Wettstein         | Basel-Wettstein, Grenzach, Wyhlen                             |
|  | 4    | Basel-Breite            | Basel-Breite, Birsfelden                                      |
|  | 5    | Basel-City              | Basel-City, Basel SBB, Godstågsstatrion                       |
|  | 6    | Basel St. Jacob         | A3, Muttenz                                                   |
|  | 7    | Pratteln                | Pratteln, Schweizerhalle, Auhafen, Augst, Augusta Raurica     |
|  | 8    | Liestal                 | Liestal                                                       |
|  | 9    | Augst                   | A3, Zürich, Reinfelden                                        |
|  | 10   | Arisdorf                | Arisdorf                                                      |
|  | 11   | Sissach                 | Sissach                                                       |
|  | 12   | Diegten                 | Diegten, Eptingen                                             |
|  | 14   | Egerkingen              | Egerkingen, Olten                                             |
|  | (45) | Härkingen               | A1, Bern, Zürich, Luzern, Oensingen, Rothrist                 |
|  | (46) | Rothrist                | Rothrist, Olten, Aarburg                                      |
|  | (47) | Wiggertal               | A3 Bern, Zürich, Rothrist, Oftringen                          |
|  | 18   | Reiden                  | Reiden, Pfaffnau, Sankt Urban, Langnau                        |
|  | 19   | Dagmersellen            | Dagmersellen, Entlebuch, Wolhusen, Huttwil, Willisau, Nebikon |
|  | 20   | Sursee                  | Sursee, Beromünster, Huttwill, Nottwill                       |
|  | 21   | Sempach                 | Sempach, Neuenkirch, Hochdorf                                 |
|  | 23   | Emmen-Nord              | Ruswil, Rothenburg, Emmen-Nord                                |
|  | 24   | Rotsee                  | A14 Zürich, Chur, Zug, Schwytz                                |
|  | 25   | Emmen-Süd               | Emmen-Süd, Ebikon, Littau                                     |
|  | 26   | Luzern-Zentrum          | Luzern-Zentrum, Rigi                                          |
|  | 27   | Luzern-Kriens           | Kriens                                                        |
|  | 28   | Luzern-Horw             | Horw                                                          |
|  | 29   | Hergiswil               | Hergiswil                                                     |
|  | 30   | Lopper                  | A8 Interlaken, Sarnen                                         |
|  | 31   | Standstad               | Standstad, Bürgenstock                                        |
|  | 32   | Stans-Nord              | Stans-Nord, Interlaken, Stanstad, Bürgenstock                 |
|  | 33   | Stans-Süd               | Stans-Süd, Engelberg, Dallenwil, Ennetbürgen                  |
|  | 34   | Buochs                  | Stans Süd, Engeberg, Dallenwil                                |
|  | 35   | Beckenried              | Beckenried, Seelisberg, Emmetten                              |
|  |      | Seelisbergtunneln       | 9 300 m                                                       |
|  | 36   | Altdorf                 | Altdorf, Schwyz, Flüelen                                      |
|  | 37   | Erstfeld                | Erstfeld, Silenen, Schattdorf, Altdorf-Süd                    |
|  | 38   | Amsteg                  | Amsteg, Gurtnellen, Bristen                                   |
|  | 39   | Wassen                  | Wassen                                                        |
|  | 40   | Göschenen               | Göschenen, Andermatt, Furka                                   |
|  |      | Sankt Gotthardstunneln  | 16 918 m                                                      |
|  | 41   | Airolo                  | Airolo, Nufenen, Bedretto                                     |
|  | 42   | Quinto                  | Quinto, Ambrì-Piotta, Rodi, Dalpe                             |
|  | 43   | Faido                   | Faido, Lavorgo, Cari                                          |
|  | 44   | Biasca                  | Biasca, Lucomagno                                             |
|  | 45   | Bellinzona-Nord         | A13 Chur, San Bernardino, Bellinzona Nord                     |
|  | 47   | Bellinzona Sud          | Bellinzona Sud, Locarno                                       |
|  | 48   | Rivera                  | Rivera, Monte Ceneri                                          |
|  | 49   | Diramazione Lugano-Nord | Lugano, Ponte Tresa, Varese                                   |
|  | 50   | Lugano Sud              | Lugano Sud                                                    |
|  | 51   | Melide Bisone           | Melide, Bissonne, Morcote, Campione                           |
|  | 52   | Mendrisio               | Varese, Stabio, Mendrisio                                     |
|  | 53   | Chiasso                 | Chiasso                                                       |
|  | 54   | Chiasso-Centro          | Chiasso-Centro                                                |
|  |      | Riksgräns               | Schweiz - Italien                                             |